# Sarvesträsket
Sarvesträsket är en sjö i Sorsele kommun i Lappland och ingår i Umeälvens huvudavrinningsområde. Sjön har en area på 1,04 kvadratkilometer och ligger 430 meter över havet. Sjön avvattnas av vattendraget Olsbäcken (Njuktjerbäcken).

## Delavrinningsområde
Sarvesträsket ingår i det delavrinningsområde (726953-155889) som SMHI kallar för Utloppet av Sarvesträsket. Medelhöjden är 440 meter över havet och ytan är 9,44 kvadratkilometer. Räknas de 5 avrinningsområdena uppströms in blir den ackumulerade arean 58,37 kvadratkilometer. Olsbäcken (Njuktjerbäcken) som avvattnar avrinningsområdet har biflödesordning 3, vilket innebär att vattnet flödar genom totalt 3 vattendrag innan det når havet efter 324 kilometer. Avrinningsområdet består mestadels av skog (77 procent). Avrinningsområdet har 2,19 kvadratkilometer vattenytor vilket ger det en sjöprocent på 23,2 procent.